# Spelaeodiscidae
Spelaeodiscidae zijn een familie van weekdieren uit de klasse van de Gastropoda (slakken).